# ABS-CBN Corporation
ABS-CBN Corporation (thường được gọi là ABS-CBN) là một công ty truyền thông Philippines có trụ sở tại thành phố Quezon. Công ty là tập đoàn giải trí và truyền thông lớn nhất ở Philippines. Nó được thành lập vào năm 1946 với tên Tập đoàn Điện tử Bolinao (Bolinao Electronics Corporation).
ABS-CBN được thành lập bởi sự hợp nhất của Alto Broadcasting System (ABS) và Chronicle Broadcasting Network (CBN).

## Lịch sử
ABS được thành lập vào năm 1946 bởi kỹ sư điện tử người Mỹ James Lindenberg với tên gọi Bolinao Electronics Corporation (BEC). Năm 1952, BEC được đổi tên thành Alto Broadcasting System (ABS) với tên công ty là Alto Sales Corporation sau khi Thẩm phán Antonio Quirino, anh trai của Chủ tịch Elpidio Quirino, mua lại công ty và sau đó ra mắt đài truyền hình đầu tiên trong nước, DZAQ-TV vào tháng 10 Ngày 23 tháng 11 năm 1953. Công ty sau này được sáp nhập với ABS để tạo thành ABS-CBN được thành lập vào năm 1956 với tên Chronicle Broadcasting Network, Inc. (CBN) bởi Eugenio Lopez Sr. và anh trai ông Fernando Lopez, Phó chủ tịch đương nhiệm của Philippines. Một năm sau, Lopezes mua lại ABS. Thương hiệu ABS-CBN lần đầu tiên được sử dụng trên truyền hình vào năm 1961.
Tập đoàn này được biết đến với cái tên ABS-CBN Broadcasting Corporation vào ngày 1 tháng 2 năm 1967. Sau đó, nó đổi tên chính thành ABS-CBN Corporation vào tháng 1 năm 2008 để trùng với lễ kỷ niệm 55 năm của mạng truyền hình cùng tên. Nó bỏ từ "Phát sóng" trong các mục đích sử dụng chính để biểu thị sự đa dạng hóa của nó. Do sự thay đổi tên chính của tập đoàn, tên ABS-CBN Broadcasting Corporation hiện được sử dụng làm tên thay thế và tên phụ của công ty trong một số bối cảnh nhất định. Cổ phiếu phổ thông của ABS-CBN được giao dịch lần đầu tiên trên Sở giao dịch chứng khoán Philippines vào tháng 7 năm 1992 với mã chứng khoán ABS.
Do bị Quốc hội Philippines từ chối nhượng quyền phát sóng miễn phí kéo dài 25 năm, tập đoàn này hiện chủ yếu tập trung hoạt động như một công ty nội dung, bao gồm sản xuất các chương trình truyền hình, phim cũng như các nội dung giải trí và phân phối khác.

## Nhưng kênh truyên hinh

### Hiện hành
Địa phương:
- A2Z (đồng sở hữu với ZOE Broadcasting Network)
- ABS-CBN News Channel (ANC)
- Cine Mo!
- Cinema One
- Jeepney TV
- Kapamilya Channel
- Knowledge Channel
- Metro Channel
- Myx
- TeleRadyo Serbisyo (đồng sở hữu với Prime Media Holdings)

Quốc tế:
- ANC Global
- Cinema One Global
- Cine Mo! Global
- Myx Global
- TeleRadyo Serbisyo Global
- The Filipino Channel (TFC)

### Trước
Địa phương:
- ABS-CBN
  - DWWX-TV (Manila)
  - D-3-ZO-TV (Baguio)
  - DZAD-TV (Batangas)
  - DYPR-TV (Puerto Princesa)
  - DZNC-TV (Naga)
  - DYAF-TV (Iloilo)
  - DYXL-TV (Bacolod)
  - DYCB-TV (Cebu)
  - DYAB-TV (Tacloban)
  - DXCS-TV (Cagayan de Oro)
  - DXAS-TV (Davao)
  - DXZT-TV (General Santos)
  - DXLL-TV (Zamboanga)
- ABS-CBN Regional Channel
- ABS-CBN Sports and Action (S+A)
  - DWAC-TV (Manila)
  - DYAC-TV (Cebu)
  - DXAB-TV (Davao)
  - DXFH-TV (Zamboanga)
- Asianovela Channel
- Balls
- CgeTV
- DZMM TeleRadyo / TeleRadyo
- DYAB TeleRadyo (Cebu)
- DXAB TeleRadyo (Davao)
- Hero
- Lifestyle Network
- Liga
- Maxxx
- Movie Central
- O Shopping
- Studio 23
- Tag
- Velvet
- Yey!

Quốc tế:
- ABS-CBN Sports and Action International
- Bro
- Kapamilya Channel
- Lifestyle Network USA
- Pinoy Central TV

## Đài phát thanh

### Hiện hành
- DWPM Radyo 630 (đồng sở hữu với Prime Media Holdings)
- MOR Entertainment
- MyxRadio

### Trước
- My Only Radio
  - MOR 101.9 My Only Radio For Life! (Manila)
  - MOR 101.1 My Only Radio MORe Na Ron! (Davao)
  - MOR 103.1 My Only Radio Dayta Ah! (Baguio)
  - MOR 101.5 My Only Radio Sikat! (Bacolod)
  - MOR 99.9 My Only Radio Sikat! (Puerto Princesa)
  - MOR 93.5 My Only Radio Yan ang MORe! (Naga)
  - MOR 93.9 My Only Radio Pirmi Na! (Legazpi)
  - MOR 94.3 My Only Radio Araratan! (Dagupan)
  - MOR 94.3 My Only Radio Sikat! (Tacloban)
  - MOR 91.1 My Only Radio Abaw Pwerte! (Iloilo)
  - MOR 97.1 My Only Radio Lupig Sila! (Cebu)
  - MOR 98.7 My Only Radio Nah Ese Vale! (Zamboanga)
  - MOR 91.9 My Only Radio Chuy Kay' Bai! (Cagayan de Oro)
  - MOR 95.5 My Only Radio Ditoy Latta! (Laoag)
  - MOR 92.7 My Only Radio For Life! (General Santos)
  - MOR 95.1 My Only Radio For Life! (Cotabato)
  - MOR 99.7 My Only Radio For Life! (Española)
  - MOR 91.3 My Only Radio For Life! (Isabela)
- Radyo Patrol
  - DZMM Radyo Patrol 630 (Manila)
  - DYAP Radyo Patrol 765 (Palawan)
  - DYAB Radyo Patrol 1512 (Cebu)
  - DXAB Radyo Patrol 1296 (Davao)

## Internet
- ABS-CBN.com
- ABS-CBNnews.com
- Filipino On Demand
- iWantTFC
- Kapamilya Online Live
- MOR TV

## Công ty con
- ABS-CBN Center for Communication Arts, Inc. (Star Magic)
- ABS-CBN Convergence
  - ABS-CBN TV Plus
  - ABS-CBNmobile (kapalı)
  - ABS-CBN TV Plus Go (zárva)
- ABS-CBN Digital Media
- ABS-CBN Film Productions, Inc. (Star Cinema)
  - Black Sheep
  - Sine Screen (kapalı)
  - Skylight Films (kapalı)
- ABS-CBN Foundation, Inc.
- ABS-CBN Global Ltd.
  - ABS-CBN Australia Pty. Ltd.
  - ABS-CBN Canada, ULC
  - ABS-CBN Global Hungary Kft.
  - ABS-CBN Japan, Inc.
  - ABS-CBN Middle East Free Zone LLC
  - ABS-CBN Middle East LLC
  - ABS-CBN Global Netherlands B.V.
- ABS-CBN International
- ABS-CBN Publishing, Inc.
- ABS-CBN Theme Parks & Resorts
  - ABS-CBN Studio Experience (đóng cửa vào năm 2020)
  - KidZania Manila (đóng cửa vào năm 2020)
- ACJ O Shopping Corporation (liên doanh với CJ ENM, đóng cửa vào năm 2020)
- Creative Programs, Inc.
- Dreamscape Entertainment
- Media Serbisyo Corporation (liên doanh với Prime Media Holdings)
- Play Innovations, Inc.
  - Play Innovations Hungary Kft.
- Roadrunner Network, Inc.
- Sarimanok News Network, Inc.
- Sky Cable Corporation
  - Sky Cable
  - Destiny Cable (đóng cửa)
  - Sky Direct (đóng cửa)
- Star Creatives Group
- Star Home Video
- Star Recording, Inc.
  - Star Music
  - Star Songs, Inc.

## Phân khu
- ABS-CBN Studios
- ABS-CBN Film Archive
- ABS-CBN Licensing
- ABS-CBN News and Current Affairs
- ABS-CBN Regional (đóng cửa vào năm 2020)
- ABS-CBN Sports (đóng cửa vào năm 2020)
- Cable Channels and Print Media Group
- Creative Communications Management Group
- Manila Radio Division
- Star Entertainment Group

## Chương trình đặc biệt
Đây là kênh đảm nhiệm việc truyền hình trực tiếp đêm chung kết cuộc thi Hoa hậu Trái Đất vào các năm.